# Didymodon ceratodonteus
Didymodon ceratodonteus är en bladmossart som beskrevs av Hugh Neville Dixon 1932. Didymodon ceratodonteus ingår i släktet lansmossor, och familjen Pottiaceae. Inga underarter finns listade i Catalogue of Life.